# Naturschutzgebiet Auf’m Riese
Das Naturschutzgebiet Auf’m Riese mit einer Größe von 47,13 ha liegt nordöstlich von Untervalme im Gemeindegebiet von Bestwig. Das Gebiet wurde 2008 mit dem Landschaftsplan Bestwig durch den Hochsauerlandkreis als Naturschutzgebiet (NSG) ausgewiesen.
Das Auf’m Riese gehört zum Großteil zum FFH-Gebiet (Fauna-Flora-Habitat) DE-4716-302, Schluchtwälder bei Elpe, mit 90 ha Größe. Zum FFH-Gebiet gehören weiterhin das
Naturschutzgebiet Plästerlegge – Auf’m Kipp auf Bestwiger Gemeindegebiet und auf dem Olsberger Stadtgebiet das Naturschutzgebiet Steinmarkskopf-Hardenberg.

## Gebietsbeschreibung
Beim NSG handelt es sich um ein Waldgebiet mit Schatthang- und Schluchtwaldgesellschaften. Der Wald der Steilhänge besteht meist aus Rotbuchen.

## Schutzzweck
Das NSG soll das Waldgebiet mit seinem Arteninventar schützen.
Wie bei allen Naturschutzgebieten in Deutschland wurde in der Schutzausweisung darauf hingewiesen, dass das Gebiet „wegen der Seltenheit, besonderen Eigenart und Schönheit des Gebietes“ zum Naturschutzgebiet wurde.